# خوسيه مانويل كيروغا
خوسيه مانويل كيروغا (بالإسبانية: José Manuel Quiroga)‏ (18 فبراير 1986 - ) هو لاعب كرة قدم أرجنتيني في مركز الهجوم.

## وصلات خارجية
- خوسيه مانويل كيروغا على موقع Soccerway.com (الإنجليزية)
- خوسيه مانويل كيروغا على موقع عالم كرة القدم.نت (الإنجليزية)